# 吉井信康
吉井 信康（よしい のぶやす、1911年（明治44年）4月15日 - 没年不明）は、旧華族吉井家（旧吉井藩主鷹司松平家）14代当主。1924年（大正12年）から1946年（昭和21年）まで子爵（1947年の日本国憲法施行により華族制度廃止）。父は子爵吉井信宝。妻は宮地栄治郎の次女。
1936年京都大学経済学部卒業。1939年、宮地鉄工所（現・宮地エンジニアリンググループ）に入社し、1953年に経理課長代理、1959年に監査役となった。